# محمد بن زعموم
محمد بن زعموم هو صوفي وسياسي ومحارب جزائري اشتهر بمناهضته للاحتلال الفرنسي للجزائر.

## ترجمته
منذ الأيام الأولى لاحتلال الفرنسيين لمدينة الجزائر كتب الحاج «محمد بن زعموم»، وهو رجل بارع ومؤثر من قبيلة فليسة أومليل في «وطن السيباو»، ومن أكثر الناس ضراوة في محاربة الفرنسيين أين فقد ثلاثة من أفراد عائلته، إلى الجنرال دي بورمن أنه مع الذهول للسرعة التي استولى بها الفرنسيون على مدينة الجزائر، فإنه هو بن زعموم وأبناء وطنه فهموا أن الله اختار الفرنسيين ليحكموا الجزائر بدلا عن الأتراك، وأنه من الجنون محاولة الوقوف في وجه مشيئة القدر.
و عرض استخدام نفوذه لجمع الرجال المؤثرين في عمالة الجزائر ليقترح عليهم قواعد اتفاقية تنظم، لصالح الجميع، علاقاتنا مع «العرب»، لفائدة الأجيال الحاضرة والأجيال المقبلة. وطلب من الجنرال القائد العام، لكي يكون ذلك الاتفاق متينا، ألا يفرض من طرف القوي على الضعيف، بل يجب أن يناقش ويحظى بالموافقة عليه بحرية، لأن كل الناس، في هذه الحالة سيعملون بإخلاص للحفاظ عليه.
لم ير الجنرال دي بورمون ضرورة لأن يأخذ بعين الاعتبار هذا الانفتاح السلمي إذ لم يكن يراه، بدون شك، جادا.
لما علم الحاج محمد بن زعموم بنية الجنرال القائد العام بالسير إلى البليدة، كتب إليه من جديد ليثنيه عن عزمه، قائلا له، أنه بالرغم من الذهول الذي سببه انهزام الأتراك، فإن العشائر الجبلية تستعد للقتال من أجل الدفاع عن وطنها وحثه على الامتناع عن التوغل في البلاد إلى غاية عقد معاهدة بالصيغة اللائقة تنظم علاقاتنا مع «العرب».
لم يأبه السيد دي بورمون لهذه التحذيرات ولم يبال بها وسار إلى البليدة يوم 23 جويلية (1830) مع ما يتراوح بين 1000 و 1200 رجل من المشاة ومائة حصان وقطعتي مدفعية.لم يكن لهذه الجولة أي دافع سوى الفضول، ولم تكن لأية فكرة سياسية صلة بها. مر الرتل الصغير عبر جسر واد الكرمة، وتوقف للراحة مدة طويلة في بوفاريك... الواقعة في قلب وطن بني خليل، ووصل إلى البليدة في المساء واستقبل استقبالا حسنا من طرف السكان.
في اليوم الموالي لوحظ أن العرب والقبائليين كانوا يستعدون لمقاتلتنا.ففي الصباح أطلقت بعض الطلقات النارية على مجموعة استطلاعية أرسلت عبر طريق المدية.و لو أخفى العدو مشروعه بشكل أفضل لتمكن من ذبح كل الطابور لأنه (الطابور) لم يكن حذرا بالقدر اللائق.كان الطابور قد خيم عند أبواب مدينة أثارت فضول أفراده وتخلى كل الضباط والجنود تقريبا عن مواقعهم للذهاب لزيارتها، طالما أن الثقة كانت كبيرة.ولكن بعد أن أنذرتهم المظاهر الجزئية العدائية، هرعوا إلى عرباتهم.
عند منتصف النهار قتل قائد سرية من قيادة الأركان بطلقة نارية، وراء سياج نباتي، حيث قادته الضرورة الطبيعية. على الساعة الواحدة صدر، الأمر بالرحيل.و بمجرد انطلاق الرتل، انقض عليه جمع غفير من العرب والقبائليين وقتلت نيرانهم الكثيفة الكثير من رجالنا.لحسن الحظ، أن الجنرال هوريل Hurelالذي كان يقود الطابور، تذكر أن الطريق الذي سلك بالأمس، كان غائرا ومحصورا على امتداد مسافة كبيرة، فسلك طريقا آخر قادنا إلى السهل مباشرة.و لولا هذا الإلهام لكانت المصيبة أكبر. لم يجرؤ القبائليون على المغامرة في السهل لأنهم لم يكونوا يتمتعون بغطاء طبيعي، ومع ذلك طوردنا وجرى تعقبنا إلى غاية سيدي حايد على مسافة فرسخ وراء بوفاريك.قام خيالتنا ببعض الهجمات الناجحة وكان النظام دائما ولم ينفرط في الطابور على الإطلاق.لم يتوقف طابورنا عن السير منذ الانطلاق من البليدة إلى غاية سيدي حايد.
لقد أعطت سرعة سيرنا لانسحابنا مظهر فرار. قضى الطابور الليلة في بئر توتة.
لقد أصبحت القطيعة مع بن زعموم أمرا واقعا ولم تتجدد أية محاولة للتفاوض بعد ذلك.
كان بن زعموم في -الفترة موضوع حديثنا - يبلغ من العمر حوالي 70 عاما.